# Contes et lavanes
Contes et lavanes est un livre de Birago Diop paru en 1963 aux éditions Présence africaine,. Il reçoit le grand prix littéraire d’Afrique noire en 1964.